# Francesco Berardi
Francesco Berardi (Terlizzi, 20 maggio 1929 – Cuneo, 24 ottobre 1979) è stato un brigatista italiano e un esponente di Lotta Continua e delle Brigate Rosse.

## Biografia

### I primi anni
Si trasferì giovanissimo a Genova, al Campasso, in Val Polcevera, poi a Pra' dopo il matrimonio e l'assunzione, dato che nel 1956 entrò nell'Italsider di Cornigliano, nel reparto zincatura. Di qui fu inviato per un corso negli Stati Uniti d'America e in fabbrica gli venne dato il nomignolo de "l'americano". Al rientro aderì al PCI, poi entrò nella formazione di estrema sinistra di Lotta Continua, ma, deluso dal movimento, si avvicinò sempre più alle Brigate Rosse. Durante la militanza in Lotta Continua era conosciuto con il soprannome di "poeta della rivolta".

### Attività terroristica nelle Brigate Rosse
Entrò nelle Brigate Rosse con la funzione di "postino", allo scopo di diffondere ciclostilati inneggianti alle BR all'interno dell'Italsider. Fu sospettato da Guido Rossa, anche lui operaio dello stabilimento, di coinvolgimento con l'organizzazione terroristica e il 25 ottobre 1978 venne scoperto dallo stesso Rossa, mentre stava nascondendo in un distributore di bevande un ciclostilato in cui era scritto:
Tentò di fuggire, ma venne fermato dalla vigilanza della fabbrica, consegnato ai carabinieri e si dichiarò prigioniero politico. Poco dopo venne denunciato da Guido Rossa e processato per direttissima alla corte d'assise di Genova. La vigilanza e i Carabinieri vanificarono le intenzioni di Rossa e degli altri operai del PCI che si erano organizzati in una struttura di vigilanza alternativa. Questo gruppo aveva lo scopo, in stretta collaborazione con la DIGOS del commissario Rosa, di arrivare ai contatti e ai mandanti del Berardi. Le intercettazioni telefoniche giudiziarie interessarono per mesi solo l'avvocato Arnaldi, mentre l'utenza del Berardi fu controllata per soli tre giorni. Gli inquirenti chiesero ai carabinieri di interromperla poiché le telefonate erano valutate sia esigue sia di poca importanza.
Le intercettazioni preventive e non utilizzabili in giudizio riguardarono anche il prof. Enrico Fenzi, ma più che altro riguardarono ambiti lontani dalle Brigate Rosse, in primis si concentravano su un partigiano della Severino, da sempre il maestro del latitante prof. Gianfranco Faina, fondatore di Azione Rivoluzionaria e suo più caro amico. Il suo corrispondente telefonico più frequente e quasi quotidiano era un impiegato Italsider extraparlamentare, compagno di Rossa nell'amore per la montagna e in anni di scalate in comune. L'intercettazione del partigiano fu prorogata di quindici giorni in quindici giorni dall'arresto di Berardi fino alla morte di Rossa, tra fine ottobre e fine gennaio. Fu registrato tutto quello che poteva essere stato discusso e commentato in quei mesi ma, al primo possibile rinnovo dopo l'uccisione dell'operaio, l'intercettazione non fu più prorogata.

### Processo e il carcere
Il 31 ottobre 1978, Francesco Berardi fu processato dalla corte d'assise di Genova e condannato a quattro anni e sei mesi di reclusione per partecipazione a banda armata, associazione sovversiva, pubblica istigazione e apologia. Al processo continuò a dichiararsi prigioniero politico e, dopo la sentenza, venne recluso nel carcere di Novara, detenuto in una cella singola, in isolamento, e, su ordine della magistratura, sotto stretta sorveglianza delle forze dell'ordine.
Successivamente, nel corso del 1979, fu tradotto ad altre carceri. A ottobre fu trasferito nel carcere di massima sicurezza di Cuneo, dove già era recluso Enrico Fenzi, che un rapporto dei carabinieri del generale Carlo Alberto dalla Chiesa accusava di far parte delle Brigate Rosse, sulla base della presunta testimonianza dell'operaio, avvenuta dopo l'arresto. Berardi da un anno ormai non era più sottoposto a sorveglianza stretta; si tagliò i polsi, fu soccorso, riportato in sezione, ma continuò a non essere controllato. Aveva però la possibilità di parlare con il Fenzi nel refettorio comune.

### Morte
Il 24 ottobre 1979, dopo aver chiesto nel pomeriggio che gli si cambiasse una lampadina bruciata, si impiccò nella sua cella, con le lenzuola tagliate. Il suo corpo senza vita venne ritrovato verso le 19 dagli addetti alle pulizie. Il generale Carlo Alberto dalla Chiesa venne subito informato. La magistratura di Cuneo iniziava le indagini, sia con atti relativi a un ipotetico suicidio sia per istigazione. La stampa e gli avvocati mettevano invece sotto accusa il Ministero di grazia e giustizia, responsabile del trasferimento del Berardi a Cuneo.
(Brigate Rosse – Colonna Walter Alasia)

## La «colonna Francesco Berardi»
Poco dopo il suo arresto, la colonna genovese delle Brigate Rosse venne chiamata "Francesco Berardi". Tra gli atti principali della colonna vi fu il ferimento di 15 persone di cui 7 contro dirigenti industriali, uno contro un dirigente dell'Italsider, uno contro la sede dell'Intersind, l'omicidio di Guido Rossa del 24 gennaio 1979, oltre che l'omicidio di quattro carabinieri e a vari incendi ad auto di dirigenti. Con la retata in via Fracchia, la colonna Berardi venne completamente distrutta: rimasero uccisi Annamaria Ludmann, Piero Panciarelli, Lorenzo Betassa e Riccardo Dura. In realtà la colonna genovese intitolata a Berardi operò solo sei mesi, proprio durante il periodo di "quelle nove morti": brigatisti, carabinieri e l'avvocato Arnaldi a sua volta suicida.